# Eustade de Mesmont
Eustade de Mesmont, né à Mesmont en Bourgogne à la fin du Ve siècle, et mort à Dijon au VIe siècle, est un moine franc, bénédictin, premier abbé de l'abbaye Saint-Bénigne de Dijon.

## Biographie
Eustade de Mesmont est issu d'une riche famille de l'aristocratie gallo-romaine d'origine arverne, comptant dans ses rangs des sénateurs, et gouverneurs d'Autun. Il est surtout connu pour avoir été, vers 525-535, le premier abbé de l'abbaye Saint-Bénigne de Dijon, fondée par son arrière-grand-père, Grégoire de Langres (vers 446-4 janvier 539) et grand-oncle de l'historien Grégoire de Tours (539-594),
Il mourut à l'abbaye Saint-Bénigne de Dijon. Son tombeau se trouvait auprès de celui de saint Bénigne.